# Leo L. Fuchs
Pour les articles homonymes, voir Fuchs.
Leo Fuchs, ou Leo L. Fuchs, né le 14 juin 1929 à Vienne (Autriche) et mort le 21 janvier 2009 à Paris, est un photographe (souvent de plateau) et producteur de cinéma autrichien, ayant notamment travaillé aux États-Unis et en France.

## Biographie
Leo Fuchs naît le 14 juin 1929 à Vienne, en Autriche, dans une famille de pâtissiers. En 1939, sa famille émigre de l'Autriche aux États-Unis, pour s'installer à New York. Très tôt intéressé par la photographie, il parvient dès l'adolescence à vendre un de ses clichés, une photographie d'Eleanor Roosevelt, pour 5 $,. Il abandonne sa scolarité à quatorze ans pour apprendre le métier sur le tas à l'agence new-yorkaise Globe Photos. Il démissionne de l'agence deux ans plus tard pour travailler dans les boîtes de nuit de Broadway et en tant que photographe glamour (en) pour la presse. Au début des années 1950, il effectue son service militaire obligatoire comme caméraman au sein de l'United States Army Signal Corps, en Allemagne.
Après l'armée, Leo Fuchs reste en Europe et entame une carrière de photographe de tournage, à partir de Feu magique de William Dieterle, tourné en 1954. Il s'établit comme le photographe privilégié envoyé suivre les films hollywoodiens qui viennent se tourner en Europe, travaillant pour Life, Look, Bunte ou encore Paris Match,. En sympathisant avec l'équipe technique, les réalisateurs et les acteurs, il capture des moments d'intimité ou de spontanéité auprès des plus grandes stars de l'époque,. Après avoir photographié Rock Hudson sur Le Rendez-vous de septembre à Rome, l'acteur lui permet de travailler directement pour les studios hollywoodiens, en le faisant engager par Universal Pictures pour son film suivant Un pyjama pour deux,,. Ainsi, Fuchs déménage en 1961 à Hollywood pour devenir le photographe de plateau de nombreuses productions d'Universal. Le président d'Universal Edward Muhl (en), ainsi que son ami Cary Grant, le persuadent de s'essayer à la production, ce qu'il commence par le film Un hold-up extraordinaire sorti en 1966, avec Shirley MacLaine et la star montante Michael Caine,. Il produit sur plusieurs décennies une quinzaine de films entre l'Europe et Hollywood, notamment en France,,.
En 2001, l'Academy of Motion Picture Arts and Sciences lui consacre une rétrospective sur ses photographies de l'âge d'or d'Hollywood, intitulée Shooting Stars: Photographs by Leo Fuchs,. Il a un fils, Alexandre Fuchs, photographe, producteur et réalisateur. Leo Fuchs meurt le 21 janvier 2009 dans son appartement parisien, des suites d'une « longue maladie », à l'âge de 79 ans,. Son fils, accompagné du photographe Bruce Weber, lui consacre un recueil de ses photographies de tournages l'année suivante.

## Filmographie

### Photographe de plateau
- 1955 : Feu magique de William Dieterle
- 1956 : L'Homme de Lisbonne
- 1958 : Le bal des maudits
- 1959 : Au risque de se perdre
- 1959 : Salomon et la reine de Saba
- 1960 : Exodus
- 1961 : Le Rendez-vous de septembre (Come September) de Robert Mulligan
- 1962 : Un pyjama pour deux (Lover Come Back) de Delbert Mann
- 1962 : Les nerfs à vif
- 1962 : Du silence et des ombres (To Kill a Mockingbird) de Robert Mulligan
- 1962 : Des ennuis à la pelle
- 1963 : Irma la Douce
- 1963 : Les vainqueurs
- 1964 : Les séducteurs
- 1965 : Étranges Compagnons de lit
- 1965 : Mirage

### Producteur
- 1966 : Un hold-up extraordinaire (Gambit) de Ronald Neame
- 1968 : Évasion sur commande (The Secret War of Harry Frigg) de Jack Smight (producteur délégué)
- 1968 : Un couple pas ordinaire (Ruba al prossimo tuo) de Francesco Maselli
- 1971 : Jo de Jean Girault
- 1972 : La Mandarine
- 1973 : La femme en bleu
- 1974 : Le Mouton enragé
- 1975 : L'important c'est d'aimer
- 1975 : Catherine et Cie
- 1977 : Les passagers
- 1977 : La Menace
- 1978 : Plein les poches pour pas un rond...
- 1980 : Les séducteurs
- 1981 : Le guépiot
- 1984 : Une fille à aimer (Just the Way You Are) d'Édouard Molinaro
- 1987 : Malone, un tueur en enfer

### Adaptation de scénarios
- 1973 : La femme en bleu
- 1975 : Catherine et Cie